# Campionati europei individuali di ginnastica artistica 2013 - Volteggio femminile
La finale ad attrezzo al Volteggio ai Campionati Europei si è svolta allo Sportivnyj Kompleks Olimpijskij di Mosca, Russia il 20 aprile 2013.

## Vincitrici
| Oro                         | Argento                                               | Bronzo        |
| Giulia Steingruber Svizzera | Larisa Iordache Romania Noël van Klaveren Paesi Bassi | NON ASSEGNATO |

## Classifica
| Pos.    | Ginnasta           | D. Score     | E. Score     | Penalità     | 1° Parziale  | D. Score     | E. Score     | Penalità     | 2° Parziale  | Totale |
| ------- | ------------------ | ------------ | ------------ | ------------ | ------------ | ------------ | ------------ | ------------ | ------------ | ------ |
| Oro     | Giulia Steingruber | 6.200        | 9.100        | —            | 15.300       | 5.200        | 9.000        | —            | 14.200       | 14.750 |
| Argento | Larisa Iordache    | 5.800        | 9.100        | —            | 14.900       | 5.200        | 8.833        | —            | 14.033       | 14.466 |
| Argento | Noël van Klaveren  | 5.800        | 9.100        | —            | 14.900       | 5.200        | 8.833        | —            | 14.033       | 14.466 |
| 4       | Tejà Belak         | 5.300        | 8.900        | —            | 14.200       | 5.300        | 8.833        | —            | 14.133       | 14.166 |
| 4       | Ofir Nezer         | 5.300        | 8.900        | —            | 14.200       | 5.200        | 8.933        | —            | 14.133       | 14.166 |
| 6       | Chantysha Netteb   | 5.300        | 7.766        | 0.100        | 12.966       | 5.200        | 8.900        | —            | 14.100       | 13.533 |
| 7       | Marija Paseka      | 6.300        | 7.776        | 0.100        | 13.966       | 5.600        | 7.533        | 0.100        | 13.033       | 13.499 |
| 8       | Tijana Tkalcec     | 5.300        | 7.566        | —            | 12.866       | 5.300        | 8.200        | —            | 13.500       | 13.183 |
| Pos.    | Ginnasta           | 1° Rotazione | 1° Rotazione | 1° Rotazione | 1° Rotazione | 2° Rotazione | 2° Rotazione | 2° Rotazione | 2° Rotazione | Totale |